# Kennett Ridge
Kennett Ridge ist ein 10 km langer Gebirgskamm in den Darwin Mountains des Transantarktischen Gebirges. Er ragt in östlicher Richtung vom nordöstlichen Ende des Midnight-Plateaus auf.
Teilnehmer der von 1962 bis 1963 dauernden Kampagne im Rahmen der neuseeländischen Victoria University’s Antarctic Expeditions kartierten und benannten ihn. Namensgeber ist James Peter Kennett (* 1940), ein Teilnehmer der Forschungsreise.